# Plataforma continental estendida
A plataforma continental estendida, plataforma continental científica, ou plataforma continental externa, refere-se a um tipo de área marítima estabelecida como paradigma geo-legal pela Convenção das Nações Unidas sobre o Direito do Mar (UNCLOS). Por meio do processo conhecido como extensão do limite externo da plataforma continental ou estabelecimento do limite externo da margem continental, cada estado costeiro possui o privilégio, concedido pela comunidade internacional, de adquirir direitos exclusivos e perpétuos para explorar os recursos bióticos e abióticos encontrados no leito e subsolo dessas áreas marítimas. Essas áreas estão localizadas além das 200 milhas náuticas que compõem a zona econômica exclusiva (ZEE) do estado e, de outra forma, seriam consideradas águas internacionais.
Em áreas marítimas de águas profundas, a exploração de recursos era tecnicamente impossível ou economicamente inviável com os métodos disponíveis. Graças ao progresso científico e industrial contínuo, essas águas oceânicas tornaram-se cada vez mais acessíveis por meio de novas tecnologias, conferindo a essas áreas uma importância geopolítica e geoeconômica extraordinária.

## Diferenças com outros conceitos de plataformas continentais
No caso da plataforma continental científica ou estendida, o estado costeiro ao qual foi concedida é o único autorizado a explorar os recursos naturais encontrados no leito e subsolo marinho, sejam eles recursos minerais ou outros recursos não vivos, bem como organismos vivos. Isso inclui aqueles organismos que penetram no subsolo ou possuem hábitos sedentários, definidos como aqueles que permanecem imóveis no leito marinho durante a exploração ou se movem em contato físico permanente com ele.
Esse tipo de espaço marítimo difere significativamente do conceito geomorfológico de uma plataforma continental, que é semelhante a um mar epicontinental. Este conceito identifica as extensões submersas da massa terrestre do estado costeiro até profundidades de 200 metros.
Também difere do conceito de plataforma continental legal, que se refere ao direito dos estados de explorar suas projeções marítimas até o limite de 200 milhas náuticas (independentemente das características do leito marinho ou de suas profundidades, e se existe ou não uma extensão da costa sob o mar), medido a partir de suas linhas de base (zona econômica exclusiva ou ZEE). Nesse conceito, os direitos de explorar o leito e o subsolo marinho são combinados com os direitos sobre a coluna de água e a superfície.
Plataformas científicas ou estendidas estão sempre localizadas em áreas marítimas a mais de 200 milhas náuticas (370,4 km) das linhas de base retas a partir das quais a largura do mar territorial é medida, e não se estendem além de 350 milhas náuticas no máximo.

## História e características
A criação e implementação desse conceito jurídico, que permite aos estados costeiros usufruir de direitos exclusivos sobre vastos territórios oceânicos, tem origem na Convenção das Nações Unidas sobre o Direito do Mar (UNCLOS), especificamente na Parte VI. Este tratado multilateral foi aprovado em abril de 1982 e entrou em vigor em 16 de novembro de 1994, um ano após a ratificação por Guiana, cumprindo o requisito de pelo menos 60 estados signatários ratificarem o tratado.
As regulamentações desenvolvidas e emitidas pela UNCLOS têm aplicação global. A reunião dos estados que fazem parte da convenção estabeleceu a Comissão de Limites da Plataforma Continental (CLCS), e a validação da comissão confere legitimidade política e jurídica. Esta comissão está sediada na sede das Nações Unidas em Nova York.
Para que um estado costeiro adquira direitos sobre plataformas continentais científicas, ele deve seguir rigorosamente etapas específicas. Primeiro, deve apresentar um relatório detalhado ao CLCS, no qual o estado deve demonstrar seus direitos sobre uma área específica, descrita em uma apresentação cartográfica. Esse processo deve considerar as diretrizes técnico-científicas estabelecidas pela UNCLOS, e o relatório deve ser baseado em ampla coleta de dados, incluindo levantamentos e diversas análises científicas, como estudos gravimétricos, batimétricos, magnetométricos, geológicos, geofísicos, morfológicos, sísmicos, sedimentológicos, entre outros. Especialistas de várias disciplinas, incluindo oceanografia, hidrografia, geografia, cartografia, direito e direito internacional, participam deste esforço.
A CLCS, por meio de uma subcomissão composta por sete membros de um total de 21 especialistas técnicos em hidrografia, geofísica e geologia, analisa a reivindicação. Eles examinam cuidadosamente os argumentos do estado, os dados técnicos e os mapas apresentados. A comissão pode solicitar reuniões de esclarecimento, fazer recomendações para modificações ou fornecer orientações técnico-científicas, possivelmente reprocessando os dados submetidos. Após a análise, a subcomissão emite recomendações preliminares, que são então aprovadas pela comissão completa. Se o estado seguir essas recomendações, os novos limites serão validados. Caso a comissão identifique extensões excessivas, poderá recomendar ajustes, deixando em suspenso as seções disputadas. O estado pode aceitar ou revisar sua reivindicação e, após nova análise, a comissão poderá finalmente validar a submissão.
Nos termos do Artigo 76.8 da UNCLOS, uma vez que a CLCS valida o limite externo de um estado, ele é definitivo e vinculante, aplicável contra terceiros estados e obrigatoriamente reconhecido internacionalmente.
Desde a entrada em vigor da UNCLOS, dezenas de estados costeiros apresentaram relatórios detalhados à CLCS para a validação das plataformas continentais científicas ou estendidas. Em dezembro de 2017, a Argentina foi o primeiro estado a ter um limite marítimo definido como “a fronteira com a humanidade”. Outros exemplos incluem Brasil, Japão, Espanha e França, entre outros.

### Fórmulas para medir o limite externo da margem continental

Seção transversal esquemática de uma plataforma continental.
Sedimento
Rochas
Manto

A UNCLOS, no Artigo 76, estabeleceu diretrizes científicas e técnicas complexas que todos os estados costeiros devem seguir ao estimar a extensão de sua plataforma continental. Essas diretrizes são sintetizadas em uma combinação de 4 regras—2 fórmulas e 2 restrições. Esses padrões foram debatidos e acordados ao longo de vários anos, sendo finalmente aprovados na cidade de Nova York em 13 de maio de 1999, durante a quinta sessão.
O procedimento para os estados que desejam expandir sua área marítima começa com a localização do pé da inclinação continental, definido como o ponto de maior mudança no gradiente de sua base. Uma vez identificado esse ponto, linhas de fórmula são desenhadas para encontrar a envelope externa mais distante, que corresponderá ao limite externo da plataforma continental que o estado pretende defender. Cada estado escolherá a fórmula a ser utilizada em cada seção, aplicando a mais conveniente com base nas características do fundo do mar e distâncias, para alcançar a maior extensão possível da plataforma continental exclusiva.
Cada fórmula foi proposta por um geólogo, e seu nome técnico leva o sobrenome do cientista:
Fórmula de Gardiner ou fórmula de espessura do sedimento
Sua aplicação resulta em uma linha desenhada através de pontos fixos onde a espessura da rocha sedimentar é de pelo menos 1% da distância mais curta entre esse ponto e o pé da inclinação.
Fórmula de Hedberg ou fórmula de distância
Quando aplicada, uma linha é desenhada através de pontos fixos localizados a no máximo 60 milhas náuticas do pé da inclinação continental.
Posteriormente, a proposta obtida é avaliada através do teste de pertencimento, no qual deve ser demonstrado que a plataforma continental se estende além de 200 milhas náuticas medidas a partir das linhas de base.
No próximo passo, regras de restrição são aplicadas, que são duas:
- Nenhum ponto da área reivindicada pode exceder 350 milhas náuticas medidas a partir das linhas de base;
- Nenhum ponto da área reivindicada pode exceder uma distância de 100 milhas náuticas medida a partir da linha onde se encontra a isóbata de 2500 metros.

Combinando a fórmula selecionada no segmento com as restrições aplicadas, os limites externos da plataforma continental estendida são traçados, com todos os segmentos unindo-se finalmente em uma linha contínua.

### Prazos para submissões
Foi estabelecido que maio de 2009 seria o prazo para que cada estado parte da UNCLOS submetesse um relatório ao CLCS, argumentando sua reivindicação de expansão, que poderia ser completa ou apenas para uma seção. Estados que enviaram no prazo foram autorizados a incluir novas informações suplementares sobre outras áreas reivindicadas em submissões posteriores. Um estado que não submetesse seu relatório até o prazo seria desqualificado de fazê-lo. No caso de um estado que ainda não tenha ratificado a UNCLOS, qualquer expansão autoiniciada da fronteira marítima não teria valor legal. Ele só adquirirá direitos se primeiro aderir à convenção, após o qual deverá submeter seus estudos ao CLCS. Um período de 10 anos é concedido para isso, a partir da data de ratificação; se o estado não submeter dentro dessa década, perderá seu direito de expansão permanentemente.

### Territórios marítimos disputados

Mapa da disputa sobre a plataforma continental estendida no Mar da Zona Sul entre a Argentina e o Chile.

Os procedimentos estabelecidos pela UNCLOS são baseados no princípio de que "a terra domina o mar", o que significa que o status dos espaços marítimos legitimados por seus órgãos deriva do status das massas de terra costeiras. Se o CLCS encontrar sobreposições de reivindicações jurisdicionais ou conflitos pendentes durante o processo de extensão—ou seja, áreas oceânicas reivindicadas por dois ou mais países, incluindo aquelas projetadas a partir de ilhas disputadas—qualquer submissão relacionada a essas áreas não será examinada ou avaliada, pois a comissão não pode intervir sobre a questão substancial. Em vez disso, a delimitação ou alocação definitiva será adiada, sujeita ao resultado de outros órgãos legais ou mecanismos de negociação apropriados à natureza dessas disputas, como tratados, acordos, negociações entre as partes, mediação, decisões de tribunais internacionais, etc. Somente se os reclamantes enviarem uma apresentação conjunta ao CLCS—uma sugestão que foi até encorajada pela própria comissão—ou expressarem seu consentimento, a delimitação não prejudicará a solução final do litígio legal.
Em julho de 2023, a Corte Internacional de Justiça decidiu sobre a prioridade de uma Plataforma Continental sobre uma Plataforma Continental Estendida no caso da disputa territorial e marítima entre Colômbia e Nicarágua. De acordo com os termos do Convenção das Nações Unidas sobre o Direito do Mar Artigo 59, as reivindicações disputadas e sobrepostas não têm força legal até que a disputa seja resolvida entre as partes opostas.
CONVEMAR é uma comissão consultiva que faz recomendações que não são juridicamente vinculativas, e a comissão não tem jurisdição sobre questões de soberania.